# Ensemble Mihai Scarlat
Het Ensemble Mihai Scarlat is een Roemeens-Nederlands harmonieorkest.
Het orkest, dat bestaat uit 30 professionele musici werd in 2005 opgericht. Het speelt voornamelijk Roemeense volksmuziek.
Mihai Scarlat kreeg zijn muzikale opleiding aan het Muzieklyceum George Enescu in Boekarest. Nadat hij cum laude was afgestudeerd, werd hij in 1975 aangenomen bij het Ciocirlia, het grootste volksmuziekensemble van Boekarest.
In 1986 werd hij vaste bassist bij het ensemble van Andrei Serban. Tijdens een muziekfestival in Scheveningen besloten hij en enkele Roemeense collega’s in Nederland te blijven. Hij behaalde vervolgens zijn diploma Docerend en Uitvoerend Musicus aan de conservatoria van Hilversum, Utrecht en Amsterdam. Van 1997 tot op heden is hij bassist bij het Nederlands Balletorkest, het huidige Holland Symfonia.
Scarlat geeft daarnaast contrabasles, en geeft workshops en cursussen in volks- en zigeunermuziek aan verschillende amateur-orkesten in Nederland. Heimwee naar Roemenië en de Roemeense muziek waren de basis voor de oprichting van het “Ensemble Mihai Scarlat”.